# Takafumi Yoshimoto
Takafumi Yoshimoto (japanisch 吉本 岳史 Yoshimoto Takafumi; * 13. Mai 1978 in der Präfektur Kōchi) ist ein ehemaliger japanischer Fußballspieler und heutiger Fußballtrainer.

## Karriere

### Spieler
Yoshimoto erlernte das Fußballspielen in der Schulmannschaft der Minamiuwa High School und der Universitätsmannschaft der Fukuoka-Universität. Seinen ersten Vertrag unterschrieb er 2001 bei den Nagoya Grampus Eight. Der Verein spielte in der höchsten Liga des Landes, der J1 League. Im Juni 2002 wechselte er zum Zweitligisten Yokohama FC. Für den Verein absolvierte er 14 Ligaspiele. 2003 wechselte er zum Ligakonkurrenten Mito HollyHock. Für den Verein absolvierte er 138 Ligaspiele. 2008 wechselte er zum Ligakonkurrenten Yokohama FC. Für den Verein absolvierte er 42 Ligaspiele. 2010 bis 2011 pausiert er. Von 2012 bis 2017 lief er für den unterklassigen Blancdieu Hirosaki FC auf. Am 1. Januar 2018 beendete er seine Karriere als Fußballspieler.

### Trainer
In seiner letzten Saison als bei Blancdieu Hirosaki FC war er Spielertrainer. Nach seiner Spielerkarriere war er von 2018 bis 2019 Mitarbeiter des Nachwuchsleistungszentrum beim Yokohama FC. Zu Beginn der Saison 2020 wurde er vom Viertligisten Kōchi United SC als Co-Trainer verpflichtet. Nach zwei Spielzeiten übernahm er am 1. Februar 2022 bei Kōchi das Amt des Cheftrainers.